# Erres

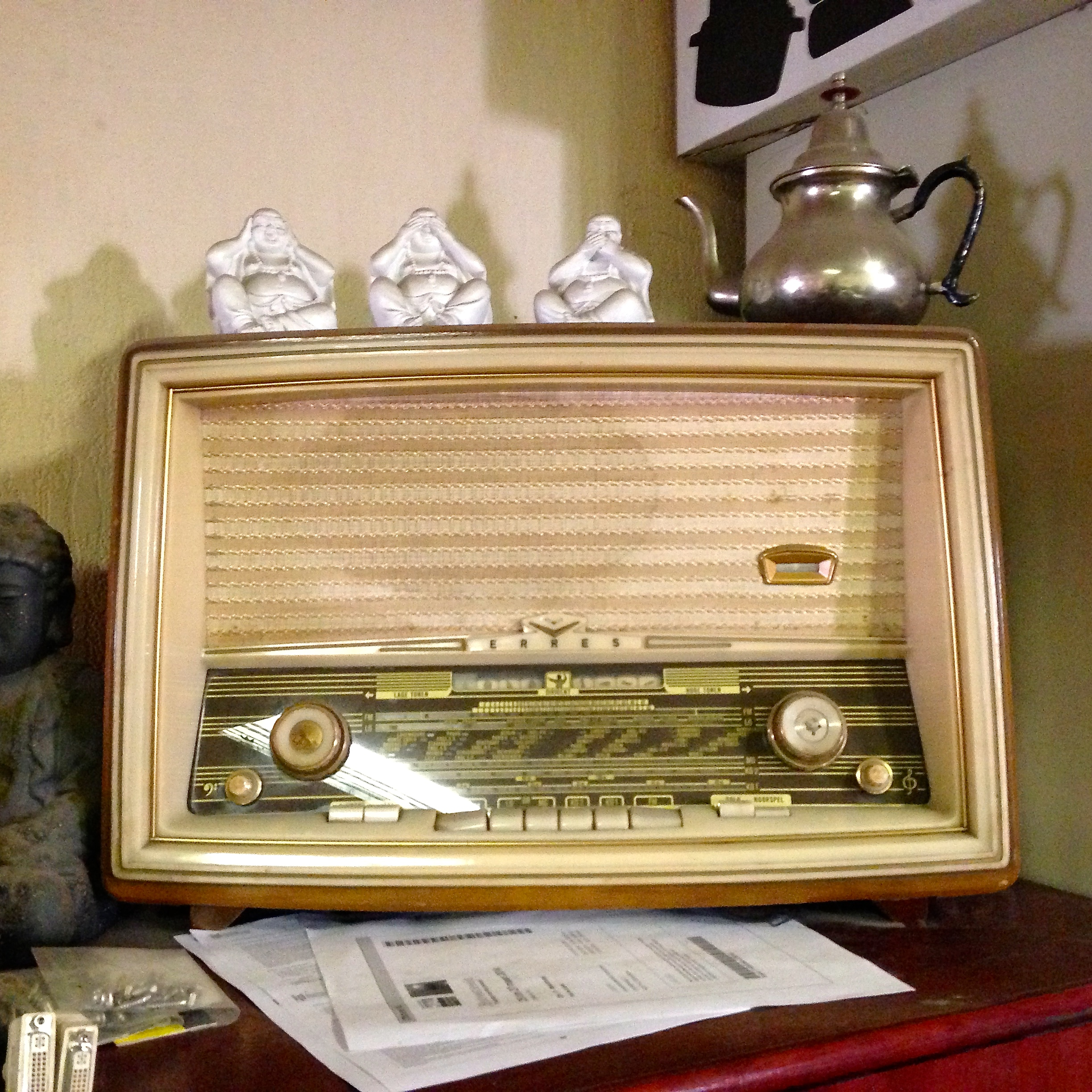
Een Erres-radio

Erres is een merknaam afgeleid van de initialen van R.S. Stokvis, de oprichter van de technische handelsmaatschappij R.S. Stokvis & Zn.
Deze handelsmaatschappij verkocht vanaf 1923 radio's en later ook andere huishoudelijke toestellen, zoals witgoed, kleine huishoudelijke apparaten en gereedschappen. Hiervoor werden producten ingekocht bij externe producenten, zoals N.S.F. en Sterling. Vanaf 1926 werden de Erres-producten vervaardigd bij Van der Heem & Bloemsma en bij B. Minkema & Zn uit Nieuwpoort (o.a. wasmachines en centrifuges), waarin R.S. Stokvis & Zn. later ook een belangrijke aandeelhouder was geworden.
In 1938 had Van der Heem & Bloemsma NV fabrieken in Den Haag, onder andere aan de Stortenbekerstraat, later na 1938 aan de Maanweg 156.
De invloed van Philips op de productie werd steeds groter. Aanvankelijk was het een onderdelenleverancier, en van 1930-1935 had Philips zelfs aandelen in het bedrijf. In 1966 werd Erres een merknaam van Philips en nam Philips het bedrijf van Van der Heem over. In de jaren na 1980 werd het bedrijf opgeheven.